# Gisela Peschke

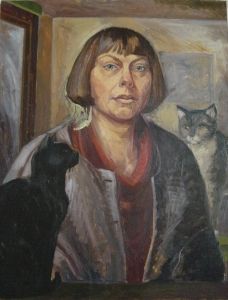
Selbstporträt mit Katzen (um 1988)

Gisela Peschke, geborene Bockler (* 23. Januar 1942 in Wurzen; † 10. Oktober 1993 in Stralsund) war eine deutsche Malerin und Bühnenbildnerin.

## Leben
Gisela Peschke trat nach dem Abschluss der Hauptschule eine Lehre als Gärtnerin an und schloss die Berufsausbildung drei Jahre später erfolgreich ab. Darauf wechselte sie ans Theater, studierte Bühnenmalerei an der Fachschule für angewandte Kunst Leipzig und Bühnenbild an der Hochschule für Bildende Künste Dresden. Nach dem Abschluss des Studiums im Jahre 1974 verlagerte sich ihr Lebensmittelpunkt von Dresden nach Stralsund. Hiddensee, die Insel Rügen und Stralsund blieben bis zu ihrem Tode im Jahre 1993 ein zentrales Thema ihres künstlerischen Schaffens. Ihre Signatur hat sich in ihrem Leben nie verändert und drückt durch „GB“ den Geburtsnamen „Gisela Bockler“ aus. Gisela Peschke ist nach Elisabeth Büchsel die wichtigste Hiddenseer Malerin des 20. Jahrhunderts. In den Jahren bis zu ihrem Tode galt sie als die bedeutendste Malerin auf Hiddensee. Gisela Peschke ist auf dem Inselfriedhof von Hiddensee bei der Inselkirche Hiddensee beigesetzt.
Die in etwa 30 Jahren künstlerischen Schaffens entstandenen Werke werden auf eine Gesamtzahl von etwa 800 geschätzt und befinden sich überwiegend in Privatbesitz. Ihre Söhne Christian Peschke und Johannes Peschke bemühen sich um die Aufarbeitung und Katalogisierung des künstlerischen Nachlasses ihrer Mutter. Dazu nutzen sie seit 2008 ein Internetportal.